# Anthobium atrocephalum
Anthobium atrocephalum is een keversoort uit de familie van de kortschildkevers (Staphylinidae). De keversoort is afkomstig uit Europa. 

## Kenmerken
Een kleine (3 tot 3,5 mm) kortschildkever met een bredere vorm dan de typische Staphylinidae.

## Habitat
Hij wordt vaak gevonden in bladafval in of nabij bos, maar kan ook in andere habitats voorkomen.